# Mungnal, Aurad
Mungnal là một làng thuộc tehsil Aurad, huyện Bidar, bang Karnataka, Ấn Độ.